# آدور
آدور رودی است که به اقیانوس اطلس می‌ریزد. این رود از جنوب غرب کشور فرانسه می‌گذرد. طول این رود ۳۲۴ کیلومتر (۲۰۱ مایل) است.

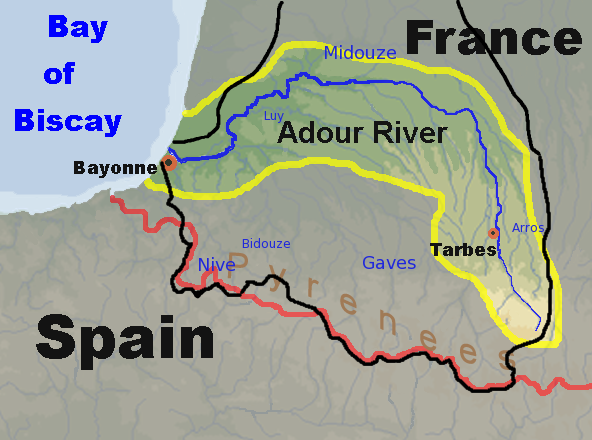
نقشه آدور